# فرناندو سانشيز (كاتب)
فرناندو سانشيز (بالإسبانية: Fernando Sánchez Dragó) (و. 1936  م) هو صحفي، وكاتب، وسياسي، ومقدم تلفزيوني إسباني، ولد في مدريد.

## التعليم
تعلم في كلية بيلار ‏.

## جوائز
حصل على جوائز منها:
- جائزة بلانيتا (1992)
- ابن سوريا بالتبني ‏.